# Farsetia ellenbeckii
Farsetia ellenbeckii là một loài thực vật có hoa trong họ Cải. Loài này được Engl. mô tả khoa học đầu tiên năm 1902.